# Hebeloma pallidoluctuosum
Hebeloma pallidoluctuosum là một loài nấm ở Hymenogastraceae.